# Paweł Yi Do-gi
Paweł Yi Do-gi (kor. 이도기 바오로; ur. 1743 w Cheongyang w Korei; zm. 24 lipca 1798 w Jeongsan) – koreański męczennik, błogosławiony Kościoła katolickiego.
Yi Do-gi urodził się w 1743 r. w Cheongyang. W rodzinnej miejscowości zetknął się z wiarą katolicką i sam został chrześcijaninem. Po pewnym czasie przeniósł się z rodziną do Jeongsan, gdzie zajął się wyrobem ceramiki.
W 1797 w Korei rozpoczęły się prześladowania katolików. Pewnego dnia do Pawła Yi Do-gi przyszedł niewierzący sąsiad, który zagroził, że doniesie na policję, iż ten jest przywódcą lokalnych katolików. Przerażona żona Pawła Yi Do-gi próbowała skłonić go do ucieczki, lecz ten odmówił. Paweł Yi Do-gi został aresztowany 8 czerwca. W jego domu prześladowcy znaleźli krzyż i kilka religijnych książek. Był wielokrotnie torturowany, by wyrzekł się wiary oraz zdradził miejsca pobytu innych chrześcijan, proponowano mu również oficjalne stanowisko. Mimo wszystko Paweł Yi Do-gi pozostał nieugięty. Poniósł męczeńską śmierć 24 lipca 1798 roku.
Paweł Yi Do-gi został beatyfikowany przez papieża Franciszka 16 sierpnia 2014 roku w grupie 124 męczenników koreańskich.
Wspominany jest 31 maja z grupą 124 męczenników koreańskich.